# Ricardo Miledi
Ricardo Miledi (Mèxic 1927) és un científic i neourobiòleg mexicà.
Miledi va estudiar la carrera de medicina a la Universitat Nacional Autònoma de Mèxic. Va començar la seva carrera científica a Mèxic, i va continuar la seva investigació en diversos laboratoris d'Austràlia, el Regne Unit, Itàlia i els Estats Units. És membre de la Royal Society de la Gran Bretanya, de l'Acadèmia Nacional de Ciències dels Estats Units, i de l'Acadèmia Mexicana de Ciències.
Els seus estudis al voltant de la neurobiologia l'han permès descobrir que l'entrada de calci en la terminal presinàptica és necessària per a produir l'alliberament de neurotransmissors. Així mateix ha introduït l'ús de mètodes estadístics per a estudiar el "soroll" de la membrana cel·lular. Mitjançant una anàlisi de variància, Ricardo Miledi i Bernard Katz van assolir proveir la primera evidència de l'existència dels canals iònics a la sinapsis neuromuscular.
Va rebre el Premi Príncep d'Astúries d'Investigació Científica i Tècnica l'any 1999. Actualment és director de l'Institut de Neurobiologia a Querétaro, Mèxic, i investigador principal de la Universitat de Califòrnia.